# 委嘱
| ウィキペディアには「委嘱」という見出しの百科事典記事はありません（タイトルに「委嘱」を含むページの一覧/「委嘱」で始まるページの一覧）。 代わりにウィクショナリーのページ「委嘱」が役に立つかもしれません。 |